# Maria-Lovisaorden

Ordenstecknet.

Maria-Lovisaorden (spanska: Orden de las Damas Nobles de María Luisa) är en spansk orden för kvinnor instiftad i en klass den 21 april 1792 av kung Karl IV (hans gemål var Maria Lovisa av Parma). Orden förlänas av drottningen åt högadliga damer mot förpliktelse att ägna sig åt fromma verk.